# Ananas (genre)
Pour les articles homonymes, voir Ananas (homonymie).
Genre
Classification phylogénétique
Ananas est un genre de plantes de la famille des Bromeliaceae. C'est le genre qui comprend le « fruit » comestible pour l'Homme de l'espèce Ananas comosus qui est en réalité son inflorescence.

## Liste d'espèces
- Ananas ananassoides (Baker) L.B.Sm.
- Ananas bracteatus (Lindl.) Schult. & Schult.f.
- Ananas comosus (L.) Merr., l'ananas
- Ananas lucidus Mill.
- Ananas parguazensis Camargo & L.B.Sm.
- Ananas sagenaria (Arruda) Schult. & Schult.f.